# Pterocryptis barakensis
Pterocryptis barakensis és una espècie de peix de la família dels silúrids i de l'ordre dels siluriformes.

## Distribució geogràfica
Es troba al riu Barak (conca del riu Brahmaputra, Índia).